# تیرداد سوم، پادشاه ارمنستان

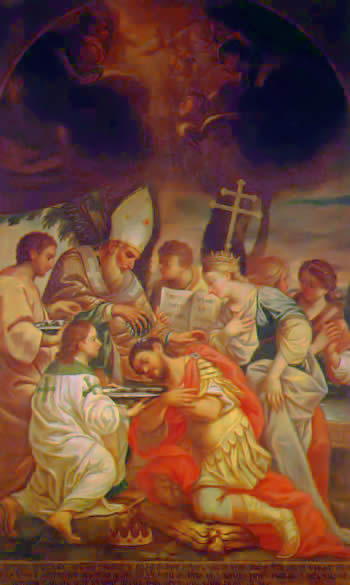
غسل تعمید، تیرداد سوم

تیرداد سوم (به ارمنی: hy، Տրդատ Գ) زاده ۲۵۰ و متوفی ۳۳۰ میلادی، فرزند خسرو دوم و شاه سلسله اشکانی ارمنستان بود.
مهمترین واقعه در زمان او گرویدن سرزمین ارمنستان به دین مسیحی به‌طور رسمی در سال ۳۰۱ میلادی بود.

## سالهای آغازین
با شنیدن خبر کشته شدن خسرو دوم (پادشاه ارمنستان)، اردشیر بابکان پادشاه ساسانی، به همراه سپاهیانش به ارمنستان حمله کرد و در نهایت موفق شد این سرزمین را به تصرف خود درآورد. طی این حملات همهٔ اعضای خاندان سلطنتی کشته یا اسیر شدند و تنها تیرداد، پسر خسرو، که کودکی خُرد بود، به کمک معلمش به سرزمین رم گریخت. به این ترتیب، ساسانیان بر ارمنستان تسلط یافتند.
تیرداد در رم تعلیم و تربیت دید و تبدیل به مردی شده بود بسیار با سواد و وارد به زبان‌های غربی و ادبیات آنها، و شاهزاده‌ای شده بود کاملاً علاقه‌مند به میهنش و آشنا به وظایف فرمانروایی خود.
ادوارد گیبون در کتاب خود می‌نویسد:
«تیرداد سوم که بر اثر وفاداری ارمنیان نجات یافته بود در شهر رم در کنف حمایت امپراتور تعلیم و تربیت یافت. او از تبعید و آوارگی خود به کسب فضایلی نایل آمد که اگر از همان آغاز بر تخت سلطنت جلوس کرده بود یحتمل ممکن نبود به آن‌ها دست بیابد. آن فضایل عبارت بودند از معرفت به کج مداری روزگار و بی‌وفایی آدمیان و کسب نظم و انضباط رومیان. او از همان دوران نوجوانی با ابراز شجاعت و لیاقت انگشت‌نما شد و نشان داد که در بکار بردن سلاحهای رزمی تا چه اندازه ماهر است. علاوه بر همه این فضایل قدرت پهلوانی داشت و در نمایشهای قهرمانی حیرت و تحسین را برمی‌انگیخت.»

## زمامداری
وقتی که امپراتور اورلیان بر تخت سلطنت رم نشست بار دیگر آنان بر مشرق زمین هجوم بردند. اورلیان با سپاهیان خود بر آسیای صغیر حمله‌ور شد و سرزمین‌های کاپادوکیه و کیلیکیه و سوریه را تصرف کرد. امپراتور اورلیان به جنگ با ساسانیان ادامه داد و توانست نیروهای پادشاه ساسانی را به تخلیه میان‌رودان وادارد.
تیرداد سوم از این حمله متقابل و پیروزمندانه رومیان استفاده کرد و به مرزهای ارمنستان بازآمد. نیروهای خود را بسیج کرد و سپاه ساسانی را از ارمنستان بیرون راند (سال ۲۸۷).
اما پس از به سلطنت رسیدن نرسه در سال ۲۹۶ او برای تصرف ارمنستان و بین‌النهرین به حکومت رم اعلان جنگ داد. ساسانیان سپس به ارمنستان حمله‌ور شدند اما این کشور به رهبری تیرداد سوم با موفقیت از مرزهای خود دفاع کرد، لیکن ساسانیان توانستند قسمتی از بین‌النهرین را به تصرف خود درآورند.
در خلال این مدت امپراتوری روم و (اتحادیه بزرگ کشورهای مدیترانه‌ای) آن توسط امپراتور دیوکلتیان احیا شده بود. امپراتور دیوکلتیان با سپاهیان خود به خاورزمین آمد و با ساسانیان به جنگ پرداخت. لشکری هم به تعداد ۲۵۰۰۰ مرد جنگی به فرماندهی سرداری به نام گالر به ارمنستان فرستاد که در آنجا سپاهیان ارمنی به فرماندهی تیرداد به آنان ملحق شد. بر واحدهای رومی که به بین‌النهرین حمله کرده بودند خود امپراتور دیوکلتیان فرماندهی می‌کرد، ولیکن در ارمنستان بود که نتیجه قطعی گرفته شد.
ساسانیان در آنجا در سال ۲۹۷ شکست قطعی خوردند و حرم‌سرای نرسی با خزائن او به دست سپاهیان ارمنی-رومی افتاد. آنگاه پادشاه ساسانی تقاضای صلح کرد، و به موجب این صلح بین‌النهرین را به رومیان وامی‌داشت.
اهمیت ارمنستان که نقشی چنان گرانبها در دفاع از مرز شرقی امپراتوری روم بازی کرده بود از نظر (دیوکلتیان) دور نماند. او نه تنها کشور مستقل ارمنستان در لوای امپراتوری روم را باقی گذاشت بلکه با تمام وسایل در تقویت آن نیز کوشید. گرچه مرزهای امپراتوری را تا سواحل غربی دریاچه وان جلو برد، و بدین ترتیب، ارمنستان قسمت غربی خاک خود را از دست می‌داد، لیکن در عوض وسعت مرزی که ارمنستان از آن پس می‌بایست از آن در برابر آسیا دفاع کند کمتر بود. از طرف دیگر دیوکلتیان به عنوان پاداش، ارمنستان را از سمت جنوب شرقی وسعت بخشید، بدین معنی که برطبق یکی از شرایط صلح با ساسانیان تقریباً تمامی سرزمین فعلی آذربایجان ایران به ارمنستان ضمیمه شد.

## پذیرش مسیحیت توسط ارمنستان
در زمان سلطنت تیرداد سوم ملقب به کبیر حادثه‌ای روی داد که برای همیشه روی زندگی ملت ارمنی تأثیر گذاشت؛ و آن گرویدن این ملت به کیش مسیحی بود. می‌توان این حادثه را به عنوان نقطه مرکزی تاریخ این ملت به حساب آورد، و در واقع دنباله همه حوادث بعدی در رابطه با این حادثه بوده‌است.
از این گذشته، بعدها آشکار شد که مسیحیت برای ارمنستان نخست عامل تحول و سپس عامل حفظ و نگهداری خود شده‌است.
آبیش در کتاب از ورای خاک قفقاز می‌نویسد:
«و این از آن جهت است که ملت ارمنی تحت تأثیر مسیحیت چنان زود به درجه والایی از فرهنگ رسیده که امروز مظهر عاملی چنین مهم در تاریخ بشریت است.»
نخستین پایه‌های کلیسای ارمنی به وسیله دو تن از حواریون عیسی مسیح به اسامی تادئوس و «بارتوقیمئوس» (همان ناتانائیل یا «بِرتولُما») گذاشته شد، و کار آن دو به وسیله عده‌ای از مبلغین مسیحی ادامه یافت. لیکن از طرف ملتی مانند ارمنی که یکی از ویژگی‌های بارز او همواره دلبستگی خشنی به اعتقادات و آداب و سنن دیرینه اش بوده‌است با مقاومت شدیدی روبرو شدند. با اینکه از همان ابتدا و به ویژه از آغاز سده دوم میلادی به بعد عده‌ای مسیحی در ارمنستان بودند، این کشور همچنان به وابستگی خود به دنیای پاگانیسم ادامه داد و پیرو همان مذهب اساطیری خود بود که هر چند از لطف و ذوق شاعرانه‌ای عاری نبود ولی در واقع چیزی درحد بت‌پرستی بود.
این بت‌پرستی در آن زمان کیش مشترک و سرنوشت اکثریت توده‌ها بود و این حالت را «بوسوئه» (اسقف، نویسنده و حکیم فرانسوی) این گونه در نوشته خود می‌آورد که:
«همه چیز خدا بود بجز خود خدا. بنی نوع بشر به درجه‌ای از گمراهی رسیده بود که هوای و هوس‌ها و عیبهای خود را می‌پرستید.»
در واقع مسیحی شدن ارمنستان مقدر بود در پایان سده سوم میلادی، که توسط گریگور روشنگر تحقق پیدا کرد.
نقل می‌کنند شاه تیرداد سوم پس از تهاجم ساسانیان ناچار شد ارمنستان را ترک کند گریگور روشنگر کمکش کرد و بی‌آنکه هویت خود را بر او فاش نماید در تبعید شرافتمندانه به او خدمت کرد. به هنگام بازگشت تیرداد به ارمنستان نیز که پس از شکست ساسانیان صورت گرفت با وی همراه بود. لیکن وقتی شاه به او تکلیف کرد که به هنگام زیارت معبد الهه آناهیتا در ارزنجان تاجی در معبد بگذارد و به او به دلیل مسیحی بودنش از این فرمان سرپیچی کرد مورد قهر و غصب شاه قرار گرفت، در دخمه‌ای شبیه به گودال (صومعه خور ویراپ) به زندان انداخته شد و نزدیک به سیزده سال از عمرش در آن سیاه چال گذشت. آزادیش از زندان وقتی ممکن گردید که شاه به بیماری سختی دچار شد و همه پزشکان و مغان از علاج او عاجز ماندند، تا آخر گریگور روشنگر را از زندان بیرون آوردند و او شاه را معالجه کرد. آنگاه تیرداد سوم به دین مسیحیت را به عنوان دین رسمی ارمنستان پذیرفت (۳۰۱ میلادی). این خود حادثه بسیار مهمی بود زیرا ارمنستان نخستین کشوری شد که دین مسیح را به عنوان دین رسمی مملکت پذیرفت. در واقع می‌دانیم که گرویدن کنستانتین بزرگ به دین مسیح و قبول مسیحیت رسمی امپراتوری در سال ۳۱۳ میلادی روی داد، و به‌طوری‌که «هانری فوسیون» اشاره کرده‌است:
«این از افتخارات باستانی ارمنیان است که کهن‌ترین مسیحیت تاریخ را بنا نهاده‌اند.»
گریگور از تیرداد سوم لقب و عنوان سراسقف یا (جاثلیق) تمامی ارمنستان را دریافت کرد. سپس به کاپادوکیه برگشت و در آنجا به وسیله اسقف اعظم «سزاره» تقدیس شد، و پس از آن برای تکمیل کار خود به ارمنستان یاز آمد. کلیسای نوبنیاد ارمنستان آداب و اصول شریعت و همه کتاب‌های دینی مسیحیت را با عده زیادی از کشیشانش از سوریه، که در آن هنگام یکی از بزرگترین کانون‌های دینی بود گرفت. گریگور تعداد زیادی حوزه‌های اسقف نشین، نه تنها در ارمنستان بلکه در کشورهای همجوار نیز دایر نمود و در واقع او بود که بر امر مسیحی کردن سرزمین گرجستان نظارت کرد. بعدها مبلغین ارمنی شروع به مسیحی کردن کشور آلبانیای قفقاز نمودند. گریگور مقدس و پادشاه تیرداد سوم تعداد زیادی کلیسا در نقاط مختلف کشور بنا کردند. بیشتر این کلیساها بناهای مستحکمی بودند که به دورشان حصارهای بلندی کشیده شده بود، و این خود یکی از ویژگی‌های این سرزمین است.
در حین مرگ گریگور (۳۲۵ میلادی) مسیحیت در ارمنستان گسترش یافته بود و از آن پس در طی سده‌ها الهام بخش زندگی بود. از آن پس شعار ملت ارمنی این بود:
«خدا، خانواده، میهن.»
«جی بورت» در کتاب ملت آرارات می‌نویسد:
«برای یک ملت کار کوچکی نبود که در زمانی مانند اوایل قرن چهارم چنین تصمیم عظیم و دلیرانه‌ای بگیرد، بدین معنی که به عنوان یک ملت نخستین جماعتی باشد که از طرز فکری کاملاً مخالف با فکر مردم دنیای آن روز پیروی کند. لیکن همینکه این تصمیم گرفته شد دیگر مسلم بود که مسیحیت بایستی برای ارمنیان متضمین معنایی بسیار وسیع تر از آن باشد که برای ملتهای دیگر داشت، ملتهایی که کشورشان بعدها یعنی در دورانی به دین مسیح درآمد که این آیین بر دنیای متمدن آن روز مسلط شده بود.»

## نگارخانه

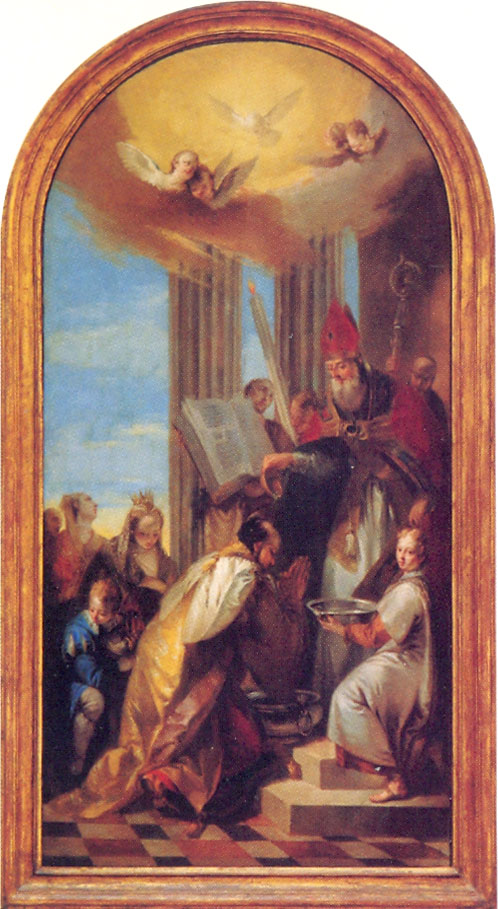
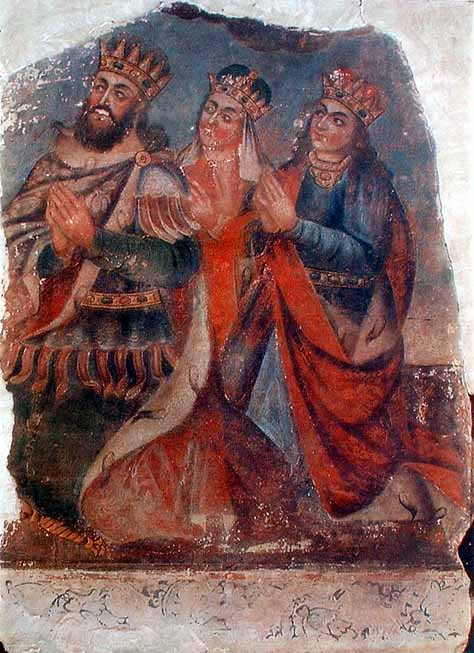

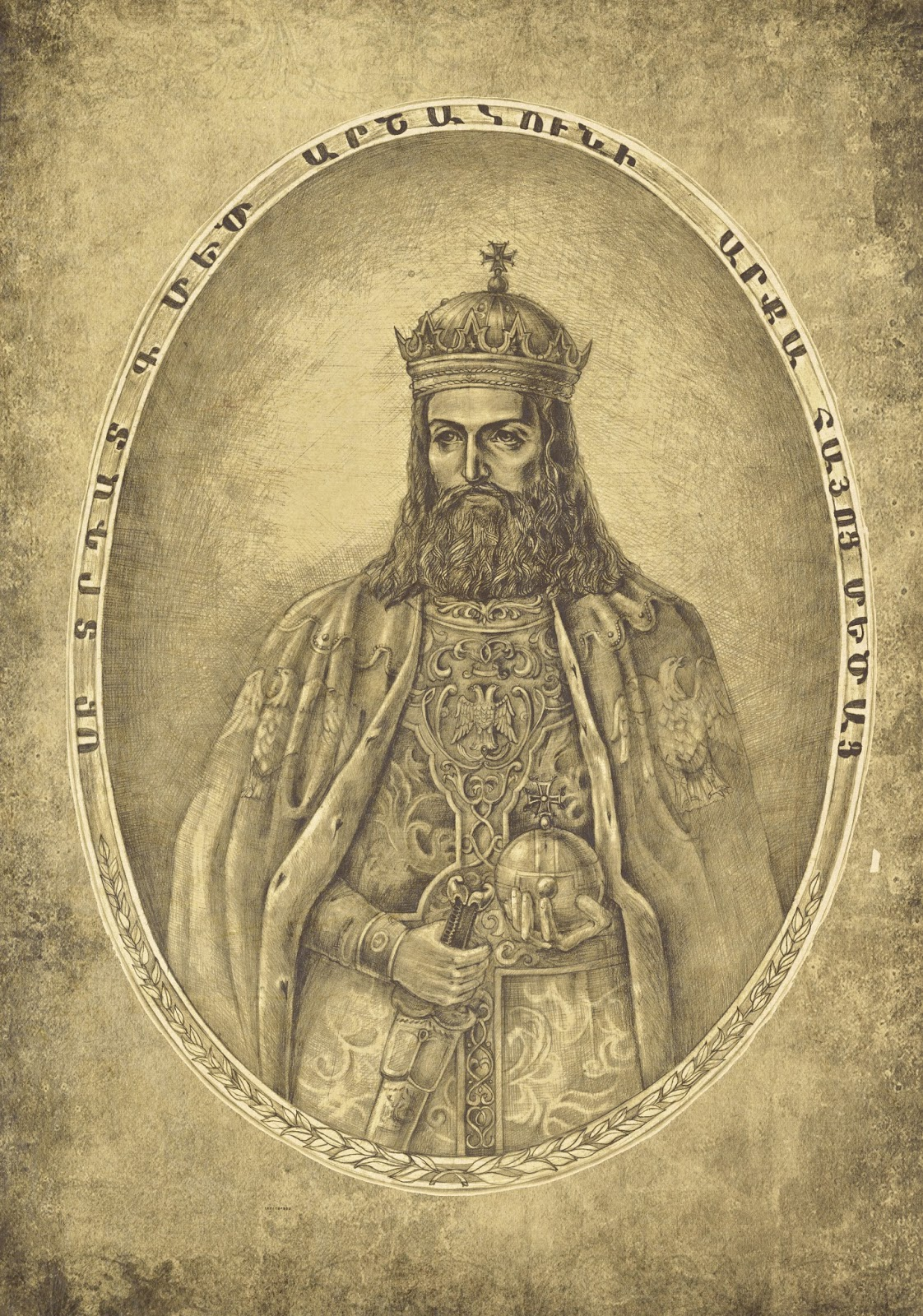
Սբ Տրդատ Գ Մեծ Արշակունի Արքա Հայոց Մեծաց
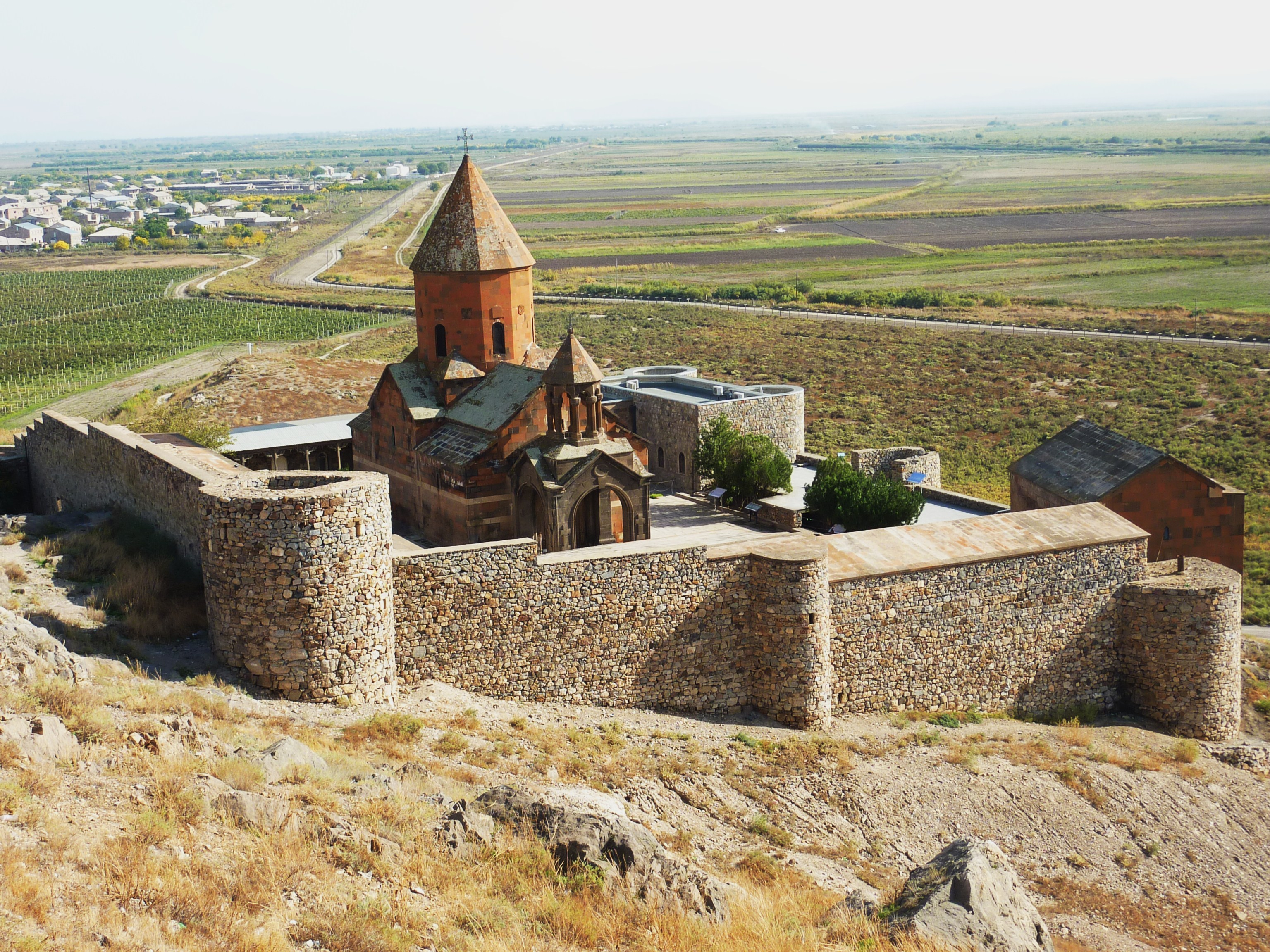
خور ویراپ
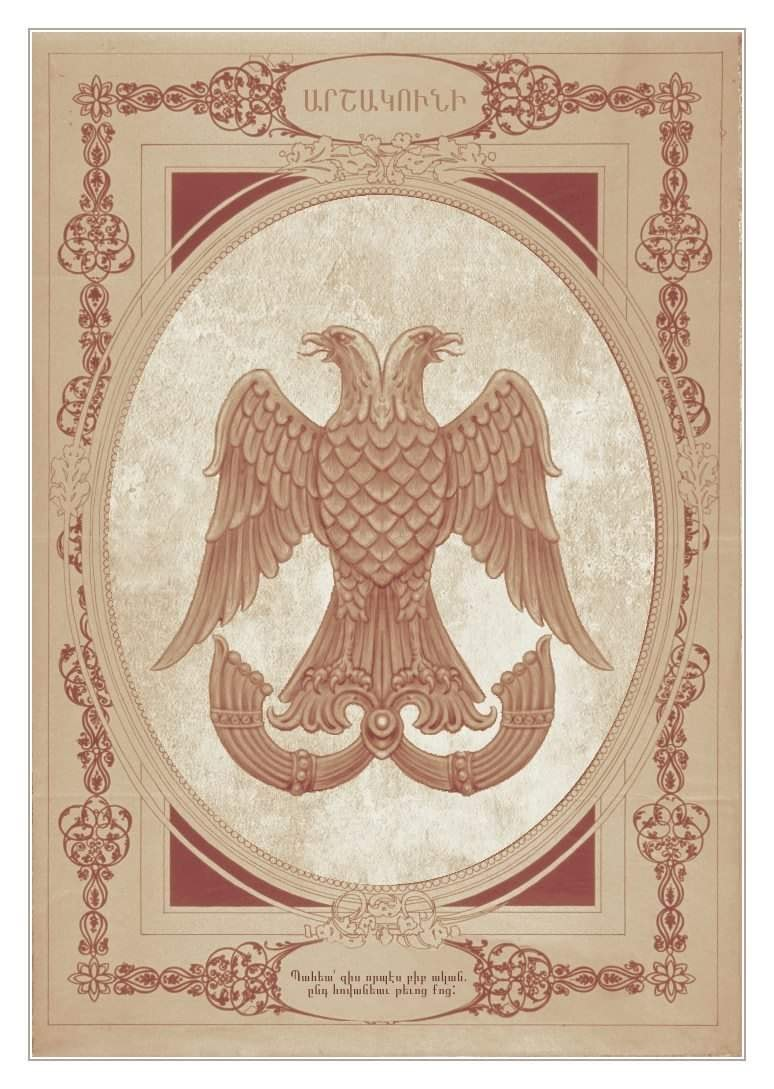
Արշակունիների նշանակը։ Պահիր ինձ, իչպես աչքի բիբը և քո թևերի հովանու ներքո կբարձրանամ։
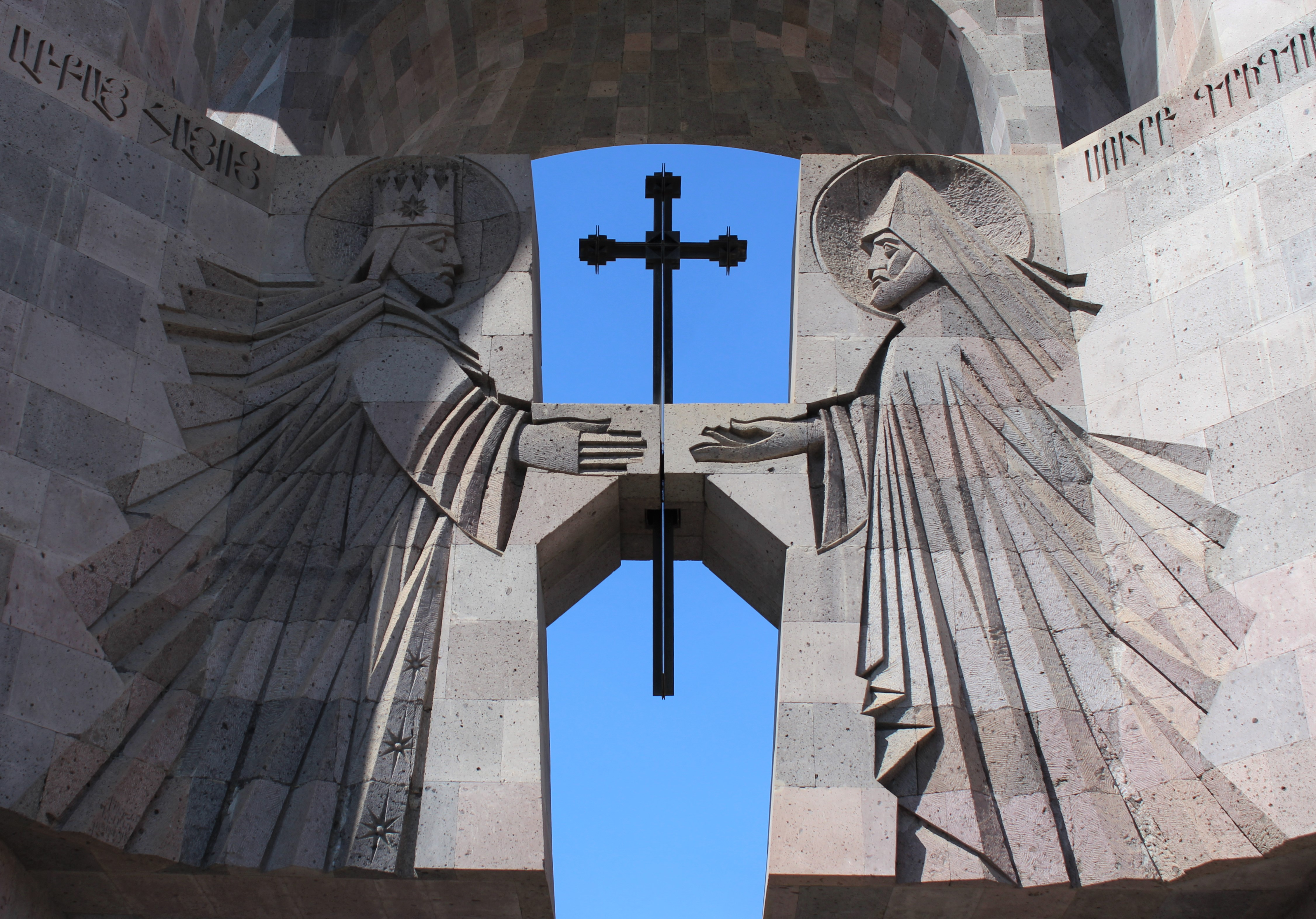
Տրդատ Գ թագավորն ու Գրիգոր Լուսավորիչը, խորաքանդակ Սուրբ Գրիգոր Լուսավորչի դարպասի վրա